# ترانه دریا (فیلم ۲۰۱۴)
ترانه دریا (انگلیسی: Song of the Sea) فیلمی انیمیشن در سبک فانتزی به کارگردانی تام مور است که در سال ۲۰۱۴ منتشر شد. این انیمیشن دارای گرافیکی دوبُعدی می‌باشد و تمام تصاویر آن با دست نقاشی شده‌اند.

## خلاصه داستان
این انیمیشن که بر اساس افسانه‌های فولکلوریک ایرلند ساخته شده است، برشی از زندگی آخرین سلکی را روایت می‌کند. در فرهنگ ایرلندی، سلکی موجودی است نیم‌انسان و نیم‌فُک که حافظ دریاست و روح موجودات غرق‌شده در آن را به ساحل می‌رساند. آخرین سلکی دختربچه‌ی ۶ ساله‌ای به نام سیرشا است که باید آواز مخصوصش را بخواند و طبیعت را از طلسم نجات دهد و نسل همنوعانش را هم حفظ کند، اما دختری که تا ۶ سالگی قادر به حرف زدن نبوده، چطور باید آواز بخواند؟ این‌ را باید در انیمیشن دید.